# Rhynchomys tapulao
Rhynchomys tapulao és una espècie de mamífer rosegador de la família dels múrids que viu a l'illa de Luzon (Filipines). L'espècie fou trobada a una altitud de 2.024 metres al mont Tapulao (d'on ve el seu nom) al municipi de Palauig (província de Zambales). Aquest animal rar menja insectes, cucs de terra, quilòpodes i col·lèmbols. Coexisteix amb Crocidura cf. grayi, Rattus everetti, un Chrotomys no identificat i tres Apomys no identificats.